# Disparaged
Disparaged est un groupe de death metal suisse, originaire de Sisikon, dans le canton d'Uri. En août 2003, Disparaged publie son premier album studio, Overlust. Trois ans après la sortie de son premier album, le groupe publie son deuxième album intitulé Source of Blood, en mars 2006. Encore trois ans plus tard, en 2009, Disparaged publie son troisième album studio, The Wrath of God. Il suit en 2013 de l'album And Babylon Fell.

## Biographie
Disparaged est formé en 1999 à Sisikon, dans le canton d'Uri. En mars 2002, le groupe réalise son premier EP, Deathtrap, publié au label Eigenproduktion, qui est bien accueilli par la presse spécialisée,, et suit de nombreux concerts live, en particulier avec des groupes tels que Cradle of Filth, Immolation, Hate Plow, Rage et, lors du festival Metal Dayz, avec Slayer et Annihilator, entre autres. En août 2003, Disparaged publie son premier album studio, Overlust, aux labels Assburn Productions et Twilight Vertrie,.
Trois ans après la sortie de son premier album, le groupe publie son deuxième album intitulé Source of Blood, en mars 2006,. L'album comprend 12 chansons au total, et est bien accueilli par la presse spécialisée. Encore trois ans plus tard, en 2009, Disparaged publie son troisième album studio, The Wrath of God.
Au début de 2012, le guitariste Ralph Beier annonce que le groupe a terminé son nouvel album, intitulé And Babylon Fell aux côtés du producteur Jacob Hansen (Volbeat, Heaven Shall Burn) au Danemark, et qu'il tente de trouver un label. En juin 2013, Disparaged signe avec le label Apostasy Records. L'album est annoncé pour octobre 2013, et est bien accueilli par la presse spécialisée,,,,. En février 2016, le groupe annonce l'arrivée du chanteur Marco Boehlen, du groupe BloodWillBound.

## Membres

### Membres actuels
- Adrian Scheiber - basse, chant (depuis 1999)[2]
- Ralph Beier - guitare (depuis 1999)[2]
- Tom Kuzmic - guitare, chant (depuis 1999)[2]
- Marco Boehlen - chant (depuis 2016)[19]

### Ancien membre
- Heinz Imhof - batterie (1999-2008)[2]
- Deniz Lebovci - batterie (2008-2015)

## Discographie
- 2002 : Deathtrap (EP)
- 2003 : Overlust
- 2006 : Source of Blood
- 2009 : The Wrath of God
- 2013 : And Babylon Fell